# Iowa Speedway

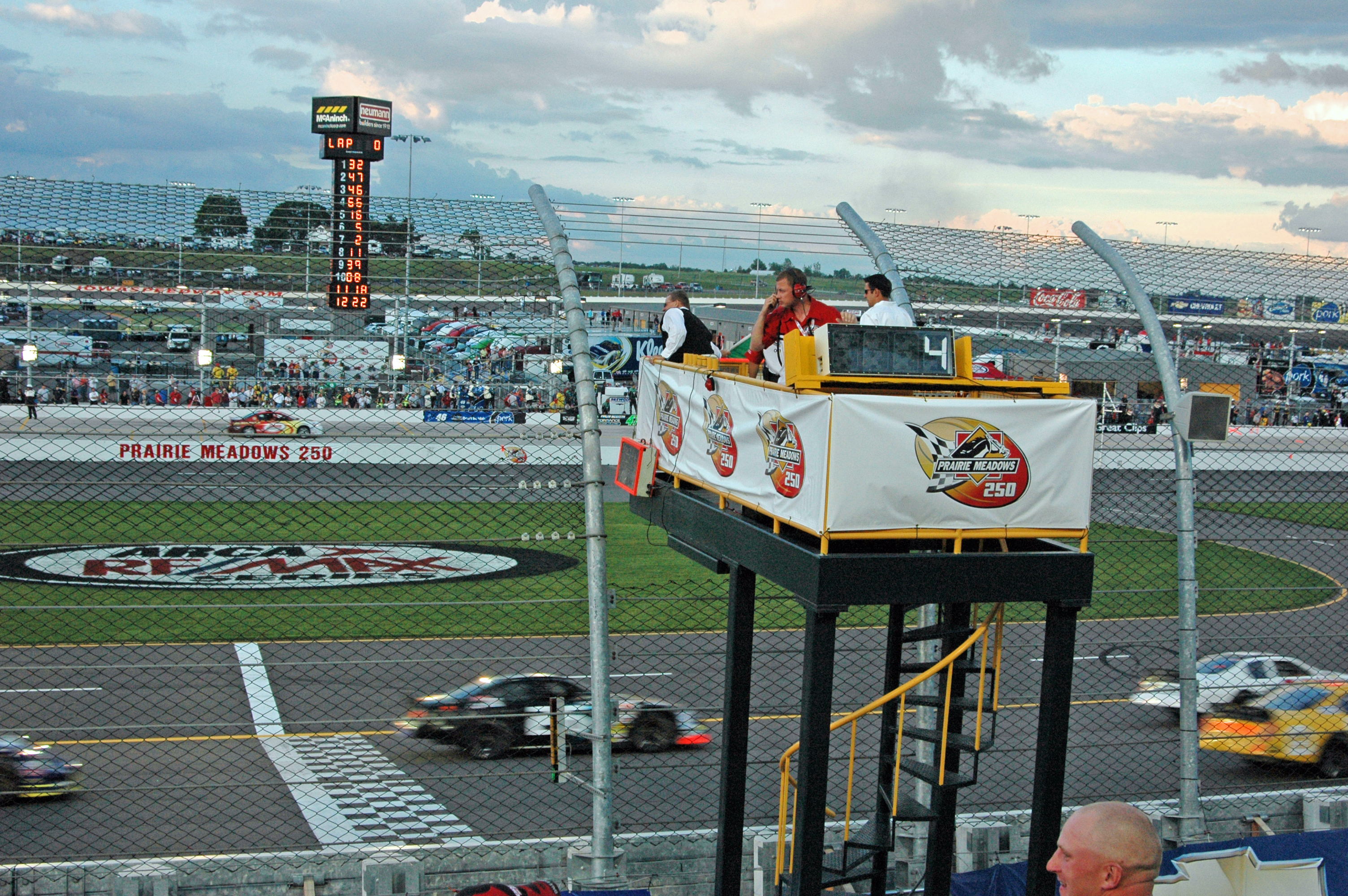
Línea de meta.

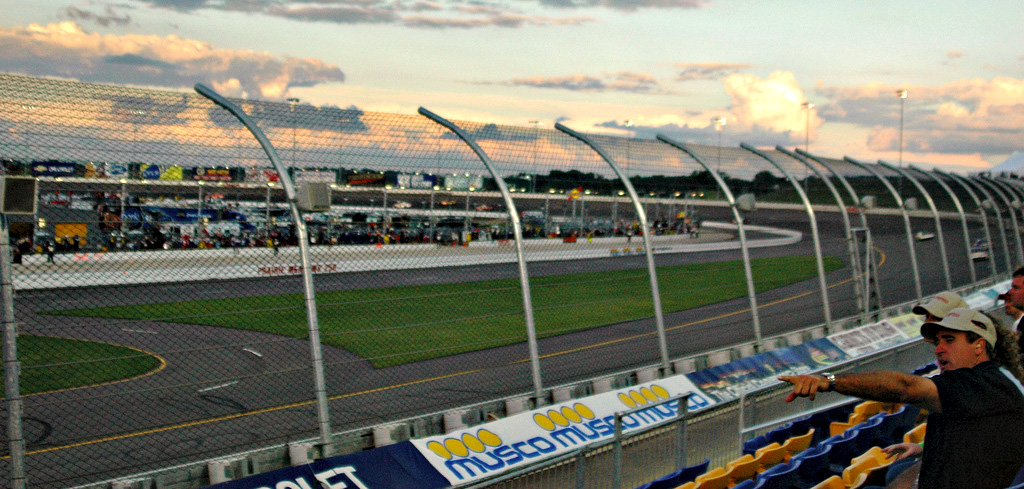
Vista del Iowa Speedway.

Iowa Speedway es un óvalo de carreras de 0,875 millas (1.400 metros) de longitud, situado en la ciudad de Newton, estado de Iowa, Estados Unidos, a unos 50 km de la capital estatal Des Moines. Allí compite actualmente la IndyCar Series, y anteriormente la NASCAR Xfinity Series y la NASCAR Truck Series.
Lo diseñó Rusty Wallace tomando como modelo a Richmond International Raceway y se inauguró en septiembre de 2006. El óvalo se construyó por iniciativa de la familia Manatt. En junio de 2011 la mayoría de las acciones pasaron a manos de la familia Clement. La NASCAR compró el óvalo de Iowa en 2013.
A partir del año 2007, Iowa consiguió una fecha de las categorías de monoplazas IndyCar Series e Indy Lights a fines de junio. La carrera de la IndyCar Series dura 250 vueltas, equivalentes a unas 220 millas (350 km), en tanto que la Indy Lights corre 100 millas (160 km).
Desde 2007, las divisiones Este y Oeste de la NASCAR Grand National Series disputan simultáneamente en Iowa a mediados de mayo una carrera de 175 millas (280 km), con grilla combinada. Desde 2012 se disputa una segunda carrera combinada en agosto.
En 2009, Iowa se añadió a dos de las divisiones nacionales de la NASCAR, la NASCAR Xfinity Series (200 vueltas, julio o agosto) y la NASCAR Truck Series (septiembre en 2009, julio en 2010).
Desde 2011, la Xfinity Series corre también a fines de mayo, el domingo después de la Carrera de las Estrellas de la NASCAR. La NASCAR Truck Series disputó una segunda carrera en septiembre de 2012 y 2013.
La NASCAR no visitó Iowa en 2020 debido a la pandemia de COVID-19, y no retornó en años posteriores.

## Récords de vuelta
- IndyCar Series: Hélio Castroneves, Dallara Chevrolet, 11 de julio de 2014, 17.2283 s, 186.809 mph
- NASCAR Xfinity Series: Austin Dillon, 9 de junio de 2013, 23.037 s, 136.737 mph.
- NASCAR Truck Series: Germán Quiroga, Toyota, 13 de julio de 2013, 22.724 s, 138.620 mph.
- NASCAR Pro Series: Kyle Busch, Toyota, 17 de mayo de 2009, 23.250 s, 135.484 mph.
- ARCA Series: Steve Wallace, octubre de 2006, 22.932 s, 137.357 mph.

## Ganadores

### NASCAR
| Año  | Xfinity Series (mayo / junio) | Xfinity Series (julio / agosto) | Truck Series (junio / julio) | Truck Series (septiembre) |
| ---- | ----------------------------- | ------------------------------- | ---------------------------- | ------------------------- |
| 2009 | -                             | Brad Keselowski                 | -                            | Mike Skinner              |
| 2010 | -                             | Kyle Busch                      | Austin Dillon                | -                         |
| 2011 | Ricky Stenhouse Jr.           | Ricky Stenhouse Jr.             | Matt Crafton                 | -                         |
| 2012 | Ricky Stenhouse Jr.           | Elliott Sadler                  | Ryan Blaney                  | -                         |
| 2012 | Ricky Stenhouse Jr.           | Elliott Sadler                  | Timothy Peters               | Ryan Blaney               |
| 2013 | Trevor Bayne                  | Brad Keselowski                 | Timothy Peters               | James Buescher            |
| 2014 | Sam Hornish Jr.               | Brad Keselowski                 | Erik Jones                   | -                         |
| 2015 | Chris Buescher                | Ryan Blaney                     | Erik Jones                   | -                         |
| 2016 | Sam Hornish Jr.               | Erik Jones                      | William Byron                | -                         |
| 2017 | William Byron                 | Ryan Preece                     | John Hunter Nemechek         | -                         |
| 2018 | Justin Allgaier               | Christopher Bell                | Brett Moffitt                | -                         |
| 2019 | Christopher Bell              | Chase Briscoe                   | Brett Moffitt                | -                         |

### Monoplazas
| Año  | IndyCar Series    | IndyCar Series    | IndyCar Series | Indy Lights            |
| Año  | Piloto            | Automóvil         | Equipo         | Piloto                 |
| ---- | ----------------- | ----------------- | -------------- | ---------------------- |
| 2007 | Dario Franchitti  | Dallara Honda     | Andretti Green | Alex Lloyd             |
| 2008 | Dan Wheldon       | Dallara Honda     | Ganassi        | Dillon Battistini      |
| 2009 | Dario Franchitti  | Dallara Honda     | Ganassi        | Ana Beatriz Figuereido |
| 2010 | Tony Kanaan       | Dallara Honda     | Andretti       | Sebastián Saavedra     |
| 2011 | Marco Andretti    | Dallara Honda     | Andretti       | Josef Newgarden        |
| 2012 | Ryan Hunter-Reay  | Dallara Chevrolet | Andretti       | Esteban Guerrieri      |
| 2013 | James Hinchcliffe | Dallara Chevrolet | Andretti       | Sage Karam             |
| 2014 | Ryan Hunter-Reay  | Dallara Honda     | Andretti       | -                      |
| 2015 | Ryan Hunter-Reay  | Dallara Honda     | Andretti       | Max Chilton            |
| 2016 | Josef Newgarden   | Dallara Chevrolet | Ed Carpenter   | Félix Serrallés        |
| 2017 | Hélio Castroneves | Dallara Chevrolet | Penske         | Matheus Leist          |
| 2018 | James Hinchcliffe | Dallara Honda     | Schmidt        | Patricio O'Ward        |
| 2019 | Simon Pagenaud    | Dallara Chevrolet | Penske         | -                      |
| 2020 | Simon Pagenaud    | Dallara Chevrolet | Penske         | -                      |
| 2020 | Josef Newgarden   | Dallara Chevrolet | Penske         | -                      |
| 2022 | Josef Newgarden   | Dallara Chevrolet | Penske         | Hunter McElrea         |
| 2022 | Patricio O'Ward   | Dallara Chevrolet | McLaren SP     | Hunter McElrea         |
| 2023 | Josef Newgarden   | Dallara Chevrolet | Penske         |                        |
| 2023 | Josef Newgarden   | Dallara Chevrolet | Penske         |                        |